# Cristina Guzmán (película de 1968)
Cristina Guzmán es una película española, basada en la novela de Carmen de Icaza Cristina Guzmán, profesora de idiomas, estrenada el 11 de noviembre de 1968. Marca un punto de inflexión en la carrera de su protagonista, Rocío Dúrcal, al ser esta su primera película calificada para mayores de 18 años.

## Argumento
Cristina (Rocío Dúrcal), tras quedar viuda con un niño pequeño, debe dedicarse a la docencia de idiomas para sobrevivir. Un día es descubierta por un joven llamado Alfonso (Arturo Fernández), que la convence para que suplante la personalidad de su desaparecida cuñada Mara (también interpretada por Rocío Dúrcal) –con la que muestra un impresionante parecido físico– y así lograr la recuperación anímica y física de su hermano Javier (Emilio Gutiérrez Caba), el marido abandonado, que sufre una enfermedad del corazón. Durante un tiempo, la mascarada funciona, pero todo se complica cuando la verdadera Mara hace acto de presencia.

## Banda sonora
- «La primavera»
- «Luna de España»
- «La campana»
- «I surrender»
- «Tengo lástima»